# Swetlana Lukaschewa
Swetlana Wiktorowna Lukaschewa (russisch Светлана Викторовна Лукашева, engl. Transkription Svetlana Viktorovna Lukasheva; * 2. Mai 1977 in Alma-Ata, Kasachische SSR, UdSSR) ist eine ehemalige kasachische Leichtathletin, die im Mittel- und Langstreckenlauf an den Start ging. Ihre größten Erfolge feierte sie mit dem Sieg bei den Hallenasienmeisterschaften 2004 über 3000 Meter sowie bei den Hallenasienmeisterschaften 2006 in der 4-mal-400-Meter-Staffel.

## Sportliche Laufbahn
Erste internationale Erfahrungen sammelte Swetlana Lukaschewa vermutlich im Jahr 2002, als sie bei den Asienmeisterschaften in Colombo in 4:18,63 min die Silbermedaille im 1500-Meter-Lauf hinter der Kirgisin Tatjana Borissowa gewann. Anschließend belegte sie bei den Asienspielen in Busan in 4:16,93 min den sechsten Platz. Im Jahr darauf gelangte sie bei der Sommer-Universiade in Daegu mit 4:14,07 min auf den sechsten Platz und anschließend gewann sie bei den Asienmeisterschaften in Manila in 4:23,12 min die Bronzemedaille hinter der Kirgisin Tatjana Borissowa und Madhuri A. Singh aus Indien und belegte in 2:05,31 min den fünften Platz im 800-Meter-Lauf. Daraufhin siegte sie in 4:32,87 min bei den Zentralasienspielen in Duschanbe über 1500 Meter und gewann in 2:07,98 min die Bronzemedaille über 800 Meter hinter ihrer Landsfrau Tatjana Roslanowa und Zamira Amirova aus Usbekistan. Kurz darauf belegte sie bei den erstmals ausgetragenen Afro-Asiatischen Spielen in Hyderabad in 4:26,31 min den sechsten Platz über 1500 Meter. 2004 siegte sie in 10:10,05 min im 3000-Meter-Lauf bei den erstmals ausgetragenen Hallenasienmeisterschaften in Teheran und sicherte sich in 4:36,94 min die Silbermedaille über 1500 Meter hinter der Chinesin Xie Sainan. Im Jahr darauf gewann sie bei den Asienmeisterschaften in Incheon in 4:13,83 min die Silbermedaille über 1500 Meter hinter der Japanerin Miho Satō und anschließend gewann sie auch bei den Hallenasienspielen in Bangkok in 4:16,96 min die Silbermedaille hinter der Inderin Jaisha Orchatteri. 2006 gewann sie bei den Hallenasienmeisterschaften in Pattaya in 4:19,50 min die Bronzemedaille hinter den Inderinnen Sinimole Paulose und Jaisha Orchatteri gewann und sich mit der kasachischen 4-mal-400-Meter-Staffel in 4:41,39 min die Goldmedaille gemeinsam mit Marina Iwanowa, Wiktorija Jalowzewa und Anna Gawrjuschenko. Im Dezember belegte sie bei den Asienspielen in Doha in 4:19,20 min den fünften Platz über 1500 Meter. Im Jahr darauf gewann sie bei den Hallenasienspielen in Macau in 4:24,92 min die Silbermedaille hinter der Inderin Sinimole Paulose und 2008 beendete sie ihre aktive sportliche Karriere im Alter von 31 Jahren.
In den Jahren von 2002 bis 2007 wurde Lukaschewa kasachische Meisterin im 1500-Meter-Lauf im Freien sowie von 2005 bis 2007 auch in der Halle.

## Persönliche Bestleistungen
- 800 Meter: 2:03,77 min, 26. Juli 2003 in Almaty
  - 800 Meter (Halle): 2:07,49 min, 18. Februar 2003 in Tianjin
- 1500 Meter: 4:13,83 min, 1. September 2005 in Incheon
  - 1500 Meter (Halle): 4:16,96 min, 15. November 2005 in Bangkok
- 3000 Meter: 9:34,57 min, 27. September 2003 in Busan
  - 3000 Meter (Halle): 10:10,05 min, 8. Februar 2004 in Teheran